# 朝森要
朝森 要（あさもり かなめ、1933年 （昭和8年）- ）は、岡山県の郷土史家。

## 概略

### 生い立ち
1933年（昭和8年）岡山県岡山市に生まれる。1957年岡山大学教育学部卒業を経て、1959年関西大学大学院文学研究科日本史学専攻修士課程修了した。1960年滋賀大学経済短期大学部聴講生となり、滋賀県、岡山県（岡山県立岡山大安寺高等学校・玉野高等学校）の高等学校教諭をつとめる。
その後、関西大学、就実女子大学、吉備国際大学非常勤講師、岡山県史編纂委員会専門委員・高梁市史執筆主幹などを経て、現在は、方谷研究会会長である。主に、備中松山藩や山田方谷の研究で知られる。

## 受賞歴
- 1985年岡山市文化奨励賞（学術部門）
- 1990年岡山県文化奨励賞（学術部門）[4]。

## 著書

### 単著
- 『備中松山藩の研究』日本文教出版、1970年
- 『幕末の閣老 板倉勝静』福武書店、1975年
- 『増訂 備中松山藩の研究』日本文教出版、1982年
- 『備中聖人 山田方谷』山陽新聞社、1995年
- 『関西の孔子 西山拙斎』山陽新聞社、1998年
- 『山田方谷の世界』日本文教出版（岡山文庫）、2002年
- 『幕末史の研究－備中松山藩－』岩田書院、2004年
- 『山田方谷とその門人』日本文教出版、2005年
- 『高梁の散策』日本文教出版（岡山文庫）、2006年

### 編著
- 朝森要編『備中松山藩史料集成』高梁高校歴史部、1968年
- 柴田一共編著『岡山県の歴史散歩』山川出版社、1976年
- 柴田一共編『郷土史事典 岡山県』昌平社、1980年
- 『改訂郷土史事典 岡山県』昌平社

### 共著
『岡山県史』岡山県